# Феррон де Ла Ферроне, Огюст
Пьер-Луи-Огюст Феррон, граф де Ла Ферроне (фр. Pierre-Louis-Auguste Ferron, comte de La Ferronnays; 4 декабря 1777, Сен-Мало — 24 апреля 1842, Рим) — французский генерал, политический деятель и дипломат, министр иностранных дел Франции (1828—1829).

## Биография
Происходил из старинной бретонской семьи Феррон де Ла Ферроне. Сын шевалье Эммануэля Анри Эжена Феррона де Ла Ферроне и Мари Анны Перрины Фурнье де Бельвю.
Вместе с родителями эмигрировал в Швейцарию; в возрасте 15 лет поступил добровольцем в армию Конде. Стал офицером для поручений, затем адъютантом герцога Беррийского. Сопровождал этого принца в Англию, затем вернулся к семье в Брауншвейг. Поступив на шведскую службу, участвовал в кампании против датчан в Норвегии. Снова поступил на службу к герцогу Беррийскому; во время кампании 1812 года был послан Людовиком XVIII в Петербург для переговоров с Александром I, но смог встретиться с императором только в Саксонии, когда изменившиеся обстоятельства лишили эти переговоры смысла.
В 1814 году высадился в Шербуре с герцогом Беррийским, был назначен лагерным маршалом (4.06.1814), а при Второй реставрации — пэром Франции (17.08.1815). На процессе маршала Нея голосовал за смерть.
25 августа 1817 назначен чрезвычайным и полномочным послом в Дании, 15 января 1818 получил от короля графский титул, в июле 1819 направлен послом в Россию. Сопровождал императора Александра на конгрессах в Троппау (1820), Лайбахе (1821) и Вероне (1822). Настаивал на интервенции в Испанию; его пророссийская позиция вызвала враждебность Меттерниха. В России пробыл до 1827 года. Находился в дружеских отношениях с императором Николаем I, с которым познакомился еще в 1812 году. Информировал свое правительство о выступлении декабристов, расценив его как попытку части аристократов свергнуть монархию и установить олигархическое правление. В составе дипкорпуса присутствовал на коронации Николая I.
Находился в Париже во время падения министерства Виллеля и 4 января 1828 вошел в состав кабинета Мартиньяка как министр иностранных дел. Подготовил экспедицию в Грецию, добился признания Испанией неоплаченного долга в 80 миллионов, но подвергся нападкам ультрароялистов, недовольных либеральными тенденциями кабинета. Сам он не поддерживал переговоры Мартиньяка с Себастиани и Казимиром Перье. Приступы стенокардии, случавшиеся у графа со времен получения первых известий о смерти герцога Беррийского, заставили его 22 апреля 1829 сложить полномочия и удалиться на покой. 16 ноября 1828 он был произведен в генерал-лейтенанты, и добился отставки и в этом качестве 25 февраля 1829.
Проведя зиму в Ницце, в феврале 1830 он принял предложение стать послом в Риме. Министерство Полиньяка он воспринял с сожалением; отказался присягать Июльской монархии и сложил полномочия посла. В 1832 году предложил себя в качестве заложника вместо герцогини Беррийской, заключенной в Блае. Совершил короткое заграничное путешествие, после чего остаток дней прожил в добровольном изгнании в Риме.
Некоторое время переписывался со своим земляком Шатобрианом, который кратко упоминает Ла Ферроне в «Замогильных записках».

## Награды
- Кавалер Большого креста ордена Святого Фердинанда и заслуг (12.1821)
- Великий офицер ордена Почетного легиона (19.02.1823)
- Орден Святого Александра Невского с алмазными знаками (25.11 (7.12) 1823)
- Орден Святого Духа (30.05.1825)
- Кавалер Большого креста ордена Вюртембергской короны (6.1825)
- Орден Святого Андрея Первозванного (22.08 (3.09) 1826)
- Орден Святой Анны 1-й ст. (22.08 (3.09) 1826)
- Орден Золотого руна (испанский) (1830)
- Командор ордена Святого Людовика

## Семья
Жена (23.02.1802, Клагенфурт): Альбертина Луиза Мари Шарлотта дю Буше де Сурш де Монсоро (25.10.1782—15.11.1848), дочь Ива Мари дю Буше де Сурша, графа де Монсоро, и Мари Шарлотты Франсуазы Лальман де Нантуйе
Дети:
- Шарль Мари Огюст (2.06.1805—1863), депутат Национальной ассамблеи (1847—1848). Жена: Эмили Огюстина Мари (1810—15.02.1876), графиня де Лагранж
- Полина Арманда Аглае (12.04.1808—1.04.1891), писательница. Муж (28.04.1834): Огастес Крейвен (1804/1806—1884)
- Альбер Мари (21.01.1812—28.06.1836). Жена (17.04.1834): Александрина Мария Алопеус (15.10.1808—9.02.1848), дочь графа Д. М. Алопеуса и Жанетты Каролины Шарлотты фон Венкстерн
- Эжени Мари (25.07.1813—8.04.1842). Муж (1838): Адриен де Мен
- Ферран (1814—1866), друг и доверенное лицо графа де Шамбора. Жена (1841): Люси Жибер (1819—1906), фрейлина графини де Шамбор
- Альбертина. Муж: виконт Сезар де Ла Пануз
- Мари Элен Ольга (20.09.1820 или 1822 — 10.02.1843)

От внебрачной связи с леди Мэри Энн Актон, вдовой известного авантюриста Джона Актона, 6-го баронета Элденхэма, имел бастарда Теобальда Бернелла, генерал-майора бельгийской службы.